# Ildebrando I
Ildebrando I (Toscana, segle XI) va ser un noble italià, anomenat comte en la documentació, que va posseir diverses terres al territori vora el castell de Prato. Es considera l'origen dels Alberti.
És el primer membre adscrit a la família Alberti. Es desconeixen els seus orígens, una teoria el fa fill d'un germà del marquès de la Toscana, i altres que tenia vincles amb els comtes de Bolonya. Una darrera teoria, exposada per Lemut, el fa fill d'un altre comte lldebrando, documentat el 987 en una audiència celebrada a Florència presidida per Leone, magistrat de Lucca i missus de l'emperador Otó II, de qui va rebre suport durant l'acte, fet que fa pensar que fos investit comte, amb els dominis que després va heretar Ildebrando I.
Està documentat en dos documents de 1002 i 1027 com a propietari. Les seves terres estaven situades entre Pistoia i Florència, a la plana de Prato i la vall del riu Bisenzio, on va poder exercir drets senyorials, a més de tenir una cort que feia funcions administratives. Els documents deixen entreveure que va fer-se edificar una casa o palau vora el castell de Prato. Els Alberti van ser una nova classe nobiliària que va esdevenir dominant i va consolidar el seu poder en la senyoria de Prato, però que van conviure inicialment amb altres senyors, si bé segurament eren els més notables.
Es desconeix amb qui va contraure matrimoni, però si que va tenir tres fills: Alberto, anomenat comte de Prato, Ildebrando, i Gerardo. Tampoc es té notícia de la seva mort, però possiblement era difunt el 1045.